# Propositura di Santa Maria Assunta
La Propositura di Santa Maria Assunta è il principale luogo di culto cattolico di Quarrata, in provincia di Pistoia. Documentata già prima dell'anno 1000, l'aspetto attuale in stile neoclassico risale alla fine del XIX secolo. Su di essa insiste l'omonima parrocchia appartenente alla diocesi di Pistoia, dalla quale dipendono le chiese di Santo Stefano a Lucciano, di San Michele Arcangelo a Buriano, e di San Giuseppe Artigiano a Quarrata.
Annessa alla chiesa è la cappella della compagnia del Santissimo Sacramento.

## Storia
Documentata già prima dell'anno 1000, dopo alcune restrutturazioni, fu ricostruita in stile neoclassico verso la fine del XIX secolo.

## Opere d'arte
All'interno rimangono in vista gli altari laterali in pietra serena del XVII secolo.
Dietro l'altare maggiore, eretto in marmi policromi da Giovan Battista Piccioli nel 1875, è presente la tela con l'Assunzione della Vergine degli inizi del 1700, opera del pittore Giovanni Domenico Ferretti. Sulla cantoria a ridosso della parete di fondo dell'abside si trova l'organo a canne, costruito nel XIX secolo da Cesare e Filippo Tronci.
Gli affreschi presenti sulle navate laterali della chiesa fanno parte di un ciclo pittorico eseguito dal pittore annigoniano Romano Stefanelli tra il 1984 e il 1991, su sollecitazione di Mons. Aldo Ciottoli. Il ciclo, che raffigura episodi biblici ed evangelici, ebbe inizio con l'Assunzione della Vergine e la Resurrezione (1984), rispettivamente a destra e a sinistra del presbiterio, e proseguì nelle navate minori della chiesa con la Natività (1987), la Crocifissione (1987), la Lapidazione di Santo Stefano (1991) nella navata di sinistra e il Primato di San Pietro (1989), la Conversione di San Paolo (1989), la Cena in Emmaus (1991) in quella di destra. Lo Stefanelli, allievo prediletto di Pietro Annigoni, ha creato opere di alto livello, tanto per l'intensità dei valori cromatici e luministici quanto per la marcata espressività dei personaggi raffigurati.